# Georg Adolf Caroc
Georg Adolf Caroc, född 1679, död omkring 1730, var en svensk jurist. Han var son till Alexander Caroc.
Efter studier i Greifswald och Tübingen blev Caroc juris doktor vid sistnämnda universitet, juris adjunkt vid universitetet i Greifswald 1705 och efterträdde 1711 sin far som landsyndicus. Som syndicus var han medlem i den deputation till Stockholm som deltog i förhandlingarna vid 1723 års riksdag angående landets återupprättande efter krigsårens lidande, och spelade en vitig roll i utverkande av resolutionerna kring städernas gemensamma ansökningar i februari 1724, och blev betydelsefulla för den fortsatta utvecklingen. Caroc var den som gav de första utkastet till en för ridderskapet fördelaktig ordning vid avlösandet av godsens under kriget iråkade skulder. Georg Adolf Caroc gjorde sig snart även känd som juridisk och historisk författare, bland hans arbeten märks Specimen introductionis in notitiam Pomeranias suecicse (1710), Commentatio academica de Svecorum in Pomeraniam, cum primis citeriorem, meritis (1710) och den anonymt utgivna Begrtindete deduction von land-ständen, derselben befugnissen, pflichten und rechten... (1718). Mot slutet av sitt liv drabbades Caroc av sinnessjukdom, varför en stor del av hans arbeten förblev opublicerade. Manuskripten finns bevarade i Greifswalds universitetsbibliotek.